# Сезар (кинопремия, 1986)
11-я церемония вручения наград премии «Сезар» (также известной как Ночь Сезара (фр. Nuit des César)) за заслуги в области французского кинематографа за 1985 год состоялась 22 февраля 1986 года во Дворце конгресса (Париж, Франция). Президентами церемонии выступили супруги: актриса Мадлен Рено и актёр Жан-Луи Барро.
В этом году появилась новая категория за «Лучший постер». Недавно учреждённые номинации: за «Лучший иностранный фильм на французском языке» (вручалась с 1984 года) и «Лучший рекламный ролик» (с 1985) были вручены в последний раз.

## Список лауреатов и номинантов
Количество наград/номинаций:
- 3/13: «Подземка»
- 2/8: «Дерзкая девчонка» / «Опасность в доме»
- 1/8: «Умирают только дважды»
- 1/7: «Свидание»
- 3/6: «Трое мужчин и младенец в люльке»
- 2/5: «Гарем»
- 1/4: «Без крыши, вне закона»
- 0/3: «Железная рука»
- 1/2: «Чай в гареме Архимеда»
- 0/2: «Полиция» / «Лестница С» / «Ран»
- 1/1: «Танго, Гардель в изгнании» / «New York N.Y.» / «Grosse» / «Ребёнок открытого моря» / «Пурпурная роза Каира» / «Дерборанс»

### Основные категории
• Победители выделены отдельным цветом. 
| Категории                                                                     | Лауреаты и номинанты                                                                                     | Лауреаты и номинанты                                                                   |
| ----------------------------------------------------------------------------- | --- | -------------------------------------------------------------------------------------- |
| Лучший фильм                                                                  | • Трое мужчин и младенец в люльке / Trois hommes et un couffin (режиссёр: Колин Серро)                   | • Трое мужчин и младенец в люльке / Trois hommes et un couffin (режиссёр: Колин Серро) |
| Лучший фильм                                                                  | • Дерзкая девчонка / L’Effrontée (режиссёр: Клод Миллер)                                                 |                                                                                        |
| Лучший фильм                                                                  | • Опасность в доме (Смерть во французском саду) / Péril en la demeure (режиссёр: Мишель Девиль)          |                                                                                        |
| Лучший фильм                                                                  | • Без крыши, вне закона / Sans toit ni loi (режиссёр: Аньес Варда)                                       |                                                                                        |
| Лучший фильм                                                                  | • Подземка / Subway (режиссёр: Люк Бессон)                                                               |                                                                                        |
| Лучшая режиссура                                                              | • Мишель Девиль за фильм «Опасность в доме»                                                              | • Мишель Девиль за фильм «Опасность в доме»                                            |
| Лучшая режиссура                                                              | • Клод Миллер — «Дерзкая девчонка»                                                                       |                                                                                        |
| Лучшая режиссура                                                              | • Аньес Варда — «Без крыши, вне закона»                                                                  |                                                                                        |
| Лучшая режиссура                                                              | • Люк Бессон — «Подземка»                                                                                |                                                                                        |
| Лучшая режиссура                                                              | • Колин Серро — «Трое мужчин и младенец в люльке»                                                        |                                                                                        |
| Лучший актёр                                                                  | | • Кристофер Ламберт — «Подземка» (за роль Фреда)                                       |
| Лучший актёр                                                                  | • Жерар Депардье — «Полиция» (за роль Луи Венсана Манжена)                                               |                                                                                        |
| Лучший актёр                                                                  | • Робен Ренуччи — «Лестница С» (фр.) (за роль Форштера)                                                  |                                                                                        |
| Лучший актёр                                                                  | • Мишель Серро — «Умирают только дважды» (фр.) (за роль инспектора Робера Станиланда)                    |                                                                                        |
| Лучший актёр                                                                  | • Ламбер Вильсон — «Свидание» (фр.) (за роль Кантена)                                                    |                                                                                        |
| Лучшая актриса                                                                | | • Сандрин Боннер — «Без крыши, вне закона» (за роль Моны Бержерон)                     |
| Лучшая актриса                                                                | • Изабель Аджани — «Подземка» (за роль Элены)                                                            |                                                                                        |
| Лучшая актриса                                                                | • Жюльет Бинош — «Свидание» (за роль Нины/Анн Ларьё)                                                     |                                                                                        |
| Лучшая актриса                                                                | • Николь Гарсия — «Опасность в доме» (за роль Джулии Томстей)                                            |                                                                                        |
| Лучшая актриса                                                                | • Шарлотта Рэмплинг — «Умирают только дважды» (за роль Барбары Спарк)                                    |                                                                                        |
| Лучший актёр второго плана                                                    | | • Мишель Бужена (фр.) — «Трое мужчин и младенец в люльке» (за роль Мишеля)             |
| Лучший актёр второго плана                                                    | • Жан-Юг Англад — «Подземка» (за роль роллера)                                                           |                                                                                        |
| Лучший актёр второго плана                                                    | • Жан-Пьер Бакри — «Подземка» (за роль инспектора Бэтмена)                                               |                                                                                        |
| Лучший актёр второго плана                                                    | • Ксавье Делюк (фр.) — «Умирают только дважды» (за роль Марка Спарка)                                    |                                                                                        |
| Лучший актёр второго плана                                                    | • Мишель Галабрю — «Подземка» (за роль инспектора Жебера)                                                |                                                                                        |
| Лучшая актриса второго плана                                                  | | • Бернадетт Лафон — «Дерзкая девчонка» (за роль Леоне)                                 |
| Лучшая актриса второго плана                                                  | • Анемон — «Опасность в доме» (за роль Эдвиж Леду)                                                       |                                                                                        |
| Лучшая актриса второго плана                                                  | • Катрин Фро — «Лестница С» (за роль Беатрис)                                                            |                                                                                        |
| Лучшая актриса второго плана                                                  | • Доминик Лаванан (фр.) — «Трое мужчин и младенец в люльке» (за роль мадам Рапон)                        |                                                                                        |
| Лучшая актриса второго плана                                                  | • Маша Мериль — «Без крыши, вне закона» (за роль мадам Ландье)                                           |                                                                                        |
| Самый многообещающий актёр                                                    | | • Вадек Станчак (фр.) — «Свидание»                                                     |
| Самый многообещающий актёр                                                    | • Люка Бельво (фр.) — «Цыплёнок под уксусом»                                                             |                                                                                        |
| Самый многообещающий актёр                                                    | • Жак Боннаффе — «Искушение Изабель» (фр.)                                                               |                                                                                        |
| Самый многообещающий актёр                                                    | • Кадер Буканеф (фр.) — «Чай в гареме Архимеда» (фр.)                                                    |                                                                                        |
| Самый многообещающий актёр                                                    | • Жан-Филипп Экоффей (фр.) — «Дерзкая девчонка»                                                          |                                                                                        |
| Самая многообещающая актриса                                                  | | • Шарлотта Генсбур — «Дерзкая девчонка»                                                |
| Самая многообещающая актриса                                                  | • Эммануэль Беар — «Любовь тайком» (фр.)                                                                 |                                                                                        |
| Самая многообещающая актриса                                                  | • Филиппин Леруа-Больё — «Трое мужчин и младенец в люльке»                                               |                                                                                        |
| Самая многообещающая актриса                                                  | • Шарлотта Валандре (фр.) — «Красный поцелуй» (фр.)                                                      |                                                                                        |
| Самая многообещающая актриса                                                  | • Забу Брайтман — «Билли Кик» (фр.)                                                                      |                                                                                        |
| Лучший оригинальный или адаптированный сценарий                               | • Колин Серро — «Трое мужчин и младенец в люльке»                                                        | • Колин Серро — «Трое мужчин и младенец в люльке»                                      |
| Лучший оригинальный или адаптированный сценарий                               | • Люк Беро (фр.), Анн Миллер, Клод Миллер и Бернар Стора (фр.) «Дерзкая девчонка»                        |                                                                                        |
| Лучший оригинальный или адаптированный сценарий                               | • Мишель Одиар (посмертно) и Жак Дерэ — «Умирают только дважды»                                          |                                                                                        |
| Лучший оригинальный или адаптированный сценарий                               | • Мишель Девиль — «Опасность в доме»                                                                     |                                                                                        |
| Лучший оригинальный или адаптированный сценарий                               | • Оливье Ассаяс и Андре Тешине — «Свидание»                                                              |                                                                                        |
| Лучшая музыка к фильму                                                        | • Хосе Луис Кастинейра Де Диос (исп.) и Астор Пьяццолла — «Танго, Гардель в изгнании»                    | • Хосе Луис Кастинейра Де Диос (исп.) и Астор Пьяццолла — «Танго, Гардель в изгнании»  |
| Лучшая музыка к фильму                                                        | • Мишель Порталь (фр.) — «Железная рука» (фр.)                                                           |                                                                                        |
| Лучшая музыка к фильму                                                        | • Клод Боллинг — «Умирают только дважды»                                                                 |                                                                                        |
| Лучшая музыка к фильму                                                        | • Эрик Серра — «Подземка»                                                                                |                                                                                        |
| Лучший монтаж                                                                 | • Раймон Гуйо (фр.) — «Опасность в доме»                                                                 | • Раймон Гуйо (фр.) — «Опасность в доме»                                               |
| Лучший монтаж                                                                 | • Анри Ланоэ (фр.) — «Умирают только дважды»                                                             |                                                                                        |
| Лучший монтаж                                                                 | • Ян Деде (фр.) — «Полиция»                                                                              |                                                                                        |
| Лучший монтаж                                                                 | • Софи Шмит (фр.) — «Подземка»                                                                           |                                                                                        |
| Лучшая работа оператора                                                       | • Жан Пензер (фр.) — «Умирают только дважды»                                                             | • Жан Пензер (фр.) — «Умирают только дважды»                                           |
| Лучшая работа оператора                                                       | • Паскуалино Де Сантис — «Гарем»                                                                         |                                                                                        |
| Лучшая работа оператора                                                       | • Ренато Берта — «Свидание»                                                                              |                                                                                        |
| Лучшая работа оператора                                                       | • Карло Варини (фр.) — «Подземка»                                                                        |                                                                                        |
| Лучшие декорации                                                              | • Александр Траунер (венг.) — «Подземка»                                                                 | • Александр Траунер (венг.) — «Подземка»                                               |
| Лучшие декорации                                                              | • Жан-Жак Казио — «Железная рука»                                                                        |                                                                                        |
| Лучшие декорации                                                              | • Франсуа Де Ламот (фр.) — «Умирают только дважды»                                                       |                                                                                        |
| Лучшие декорации                                                              | • Филипп Комбастель — «Опасность в доме»                                                                 |                                                                                        |
| Лучшие костюмы                                                                | • Ольга Берлути и Катрин Горн-Ахджян — «Гарем»                                                           | • Ольга Берлути и Катрин Горн-Ахджян — «Гарем»                                         |
| Лучшие костюмы                                                                | • Элизабет Тавернье — «Железная рука»                                                                    |                                                                                        |
| Лучшие костюмы                                                                | • Жаклин Бушар — «Дерзкая девчонка»                                                                      |                                                                                        |
| Лучшие костюмы                                                                | • Кристиан Гаск (фр.) — «Свидание»                                                                       |                                                                                        |
| Лучший звук                                                                   | • Жерар Лампс (фр.), Харольд Мори, Харрик Мори и Люк Перини — «Подземка»                                 | • Жерар Лампс (фр.), Харольд Мори, Харрик Мори и Люк Перини — «Подземка»               |
| Лучший звук                                                                   | • Пьер Гаме (фр.) и Доминик Эннекен (фр.) — «Гарем»                                                      |                                                                                        |
| Лучший звук                                                                   | • Поль Лайне (фр.) и Жерар Лампс — «Дерзкая девчонка»                                                    |                                                                                        |
| Лучший звук                                                                   | • Доминик Эннекен и Жан-Луи Угетто (фр.) — «Свидание»                                                    |                                                                                        |
| Лучший дебютный фильм                                                         | • «Чай в гареме Архимеда» — режиссёр: Мехди Шареф (фр.)                                                  | • «Чай в гареме Архимеда» — режиссёр: Мехди Шареф (фр.)                                |
| Лучший дебютный фильм                                                         | • «Гарем» — режиссёр: Артюр Жоффе (фр.)                                                                  |                                                                                        |
| Лучший дебютный фильм                                                         | • «Сугубо личное дело» (фр.) — режиссёр: Пьер Жоливе (фр.)                                               |                                                                                        |
| Лучший дебютный фильм                                                         | • «Пакостник в подвязках» (фр.) — режиссёр: Виржини Тевене (фр.)                                         |                                                                                        |
| Лучший короткометражный документальный фильм                                  | • New York N.Y. (режиссёр: Раймон Депардон)                                                              | • New York N.Y. (режиссёр: Раймон Депардон)                                            |
| Лучший короткометражный документальный фильм                                  | • La boucane (режиссёр: Жан Гуми)                                                                        |                                                                                        |
| Лучший короткометражный документальный фильм                                  | • C'était la dernière année de ma vie (режиссёр: Клод Вайз)                                              |                                                                                        |
| Лучший короткометражный документальный фильм                                  | • Un petit prince (режиссёр: Радован Тадич)                                                              |                                                                                        |
| Лучший короткометражный игровой фильм                                         | • Grosse (режиссёр: Брижит Роюан)                                                                        | • Grosse (режиссёр: Брижит Роюан)                                                      |
| Лучший короткометражный игровой фильм                                         | • La consultation (режиссёр: Радован Тадич)                                                              |                                                                                        |
| Лучший короткометражный игровой фильм                                         | • Диалог глухих / Dialogue de sourds (режиссёр: Бернар Ноер)                                             |                                                                                        |
| Лучший короткометражный игровой фильм                                         | • Juste avant le mariage (режиссёр: Жак Дешам)                                                           |                                                                                        |
| Лучший короткометражный игровой фильм                                         | • Книга Мари / Le Livre de Marie (режиссёр: Анн-Мари Мьевиль)                                            |                                                                                        |
| Лучший короткометражный анимационный фильм                                    | • Ребёнок открытого моря / L’Enfant de la haute mer (режиссёр: Патрик Денье)                             | • Ребёнок открытого моря / L’Enfant de la haute mer (режиссёр: Патрик Денье)           |
| Лучший короткометражный анимационный фильм                                    | • La campagne est si belle (режиссёр: Мишель Готье)                                                      |                                                                                        |
| Лучший короткометражный анимационный фильм                                    | • Сумрачные сказки / Contes crépusculaires (режиссёр: Ив Шарни)                                          |                                                                                        |
| Лучший рекламный ролик (фр. Meilleur Film Publicitaire)                       | • Le Clémenceau (Citroën Visa GTI) — режиссёр: Жан Бекер (фр.)                                           | • Le Clémenceau (Citroën Visa GTI) — режиссёр: Жан Бекер (фр.)                         |
| Лучший рекламный ролик (фр. Meilleur Film Publicitaire)                       | • Castinge (Cacharel) — режиссёр: Сара Мун                                                               |                                                                                        |
| Лучший рекламный ролик (фр. Meilleur Film Publicitaire)                       | • C’est la question (Eram) — режиссёр: Этьен Шатилье (фр.)                                               |                                                                                        |
| Лучший рекламный ролик (фр. Meilleur Film Publicitaire)                       | • La Cave (Free Time) — режиссёр: Этьен Шатилье                                                          |                                                                                        |
| Лучший рекламный ролик (фр. Meilleur Film Publicitaire)                       | • Lee Cooper — режиссёр: Жан-Поль Гуд (фр.)                                                              |                                                                                        |
| Лучший постер (фр. Meilleure Affiche)                                         | • «Гарем» — Мишель Ланди                                                                                 | • «Гарем» — Мишель Ланди                                                               |
| Лучший постер (фр. Meilleure Affiche)                                         | • «Изумрудный лес» (англ.) — Зоран Йованович                                                             |                                                                                        |
| Лучший постер (фр. Meilleure Affiche)                                         | • «Опасность в доме» — Бенжамин Балтимор                                                                 |                                                                                        |
| Лучший постер (фр. Meilleure Affiche)                                         | • «Ран» — Бенжамин Балтимор                                                                              |                                                                                        |
| Лучший постер (фр. Meilleure Affiche)                                         | • «Подземка» — Бернар Бернхардт                                                                          |                                                                                        |
| Лучший иностранный фильм                                                      | • Пурпурная роза Каира / The Purple Rose of Cairo (США, режиссёр Вуди Аллен)                             | • Пурпурная роза Каира / The Purple Rose of Cairo (США, режиссёр Вуди Аллен)           |
| Лучший иностранный фильм                                                      | • Год дракона / Year of the Dragon (США, реж. Майкл Чимино)                                              |                                                                                        |
| Лучший иностранный фильм                                                      | • Поля смерти / The Killing Fields (Великобритания, реж. Ролан Жоффе)                                    |                                                                                        |
| Лучший иностранный фильм                                                      | • Ран / 乱 (Япония, реж. Акира Куросава)                                                                 |                                                                                        |
| Лучший иностранный фильм                                                      | • Отчаянно ищу Сьюзен / Desperately Seeking Susan (США, реж. Сьюзен Зейделман)                           |                                                                                        |
| Лучший иностранный фильм на французском языке (фр. Meilleur Film Francophone) | • Дерборанс / Derborence (Швейцария, режиссёр Франсис Рёссер)                                            | • Дерборанс / Derborence (Швейцария, режиссёр Франсис Рёссер)                          |
| Лучший иностранный фильм на французском языке (фр. Meilleur Film Francophone) | • Дама в цвете / La Dame en couleurs (Канада, реж. Клод Жютра)                                           |                                                                                        |
| Лучший иностранный фильм на французском языке (фр. Meilleur Film Francophone) | • Пыль / Dust (Бельгия, реж. Марион Хенсель)                                                             |                                                                                        |
| Лучший иностранный фильм на французском языке (фр. Meilleur Film Francophone) | • Приветствую тебя, Мария / Je vous salue, Marie (Швейцария Франция, Великобритания, реж. Жан-Люк Годар) |                                                                                        |
| Лучший иностранный фильм на французском языке (фр. Meilleur Film Francophone) | • Visage pâle (Канада, Япония, реж. Клод Ганьон)                                                         |                                                                                        |
| Лучший иностранный фильм на французском языке (фр. Meilleur Film Francophone) | • Vivement ce soir (Бельгия, реж. Патрик ван Антверпен)                                                  |                                                                                        |

### Специальные награды
| Награда          | Лауреаты                                                                |
| ---------------- | ----------------------------------------------------------------------- |
| Почётный «Сезар» | • Бетт Дейвис                                                           |
| Почётный «Сезар» | • Жан Деланнуа                                                          |
| Почётный «Сезар» | • Рене Ферраччи (фр.) (посмертно)                                       |
| Почётный «Сезар» | • Морис Жарр                                                            |
| Почётный «Сезар» | • Клод Ланцман                                                          |
| Дань уважения    | • Французская синематека — в связи с 50-летием (президент Коста-Гаврас) |